# Willys Jeepster
La Jeepster était un véhicule automobile produit par le constructeur américain Willys-Overland Motors durant la période 1948-1950. On peut considérer que c'est le dernier modèle automobile à avoir conservé une carrosserie type "phaéton" par un grand constructeur automobile
Le nom "Jeepster" a été repris en 1966 pour un nouveau modèle, le C-101 Jeepster Commando, par le constructeur américain American Motors - AMC, qui avait racheté Willys-Overland. Le modèle est resté au catalogue jusqu'au MY 1972, avec un arrêt de la production en 1973.

## Histoire
Après la Seconde Guerre mondiale, la société Willys, propriétaire de la marque Jeep, a estimé que les débouchés pour les véhicules de type militaire comme les Jeep serait limités aux utilisations agricoles et forestières. La fabrication de la version civile Jeep CJ a été lancée pour satisfaire ce secteur en pleine croissance. Willys alors commencé à produire également la nouvelle Jeep Willys Station Wagon en 1946 puis, le Jeep Willys Truck en 1947.
Réalisant une exception dans sa gamme de produits, Willys a inventé un véhicule qui était un mix entre un type «utilitaire» et une voiture de tourisme, le Jeepster. Ce fut certainement une des plus audacieuses conceptions automobiles américaine d'après-guerre.
Willys-Overland ne disposait pas de machines-outils pour emboutir la carrosserie des ailes aux formes complexes de sorte que le véhicule a dû reprendre un design simple et déjà connu. C'est Brooks Stevens, designer industriel, qui fut chargé d'élaborer le dessin de la carrossrie des véhicules d'après-guerre pour Willys en utilisant une plate-forme unique pour des modèles différents comme la camionnette Jeep et le break ainsi qu'une deux portes décapotable sportive qu'il avait imaginée comme voiture de sport pour les anciens combattants de la Seconde Guerre mondiale.
La Willys-Overland Jeepster, «VJ» en interne, a été présentée en avril 1948 mais la fabrication n'a débuté qu'en 1950. Certains modèles invendus ont été commercialisés dans le cadre de l'année modèle 1951.

## 1948

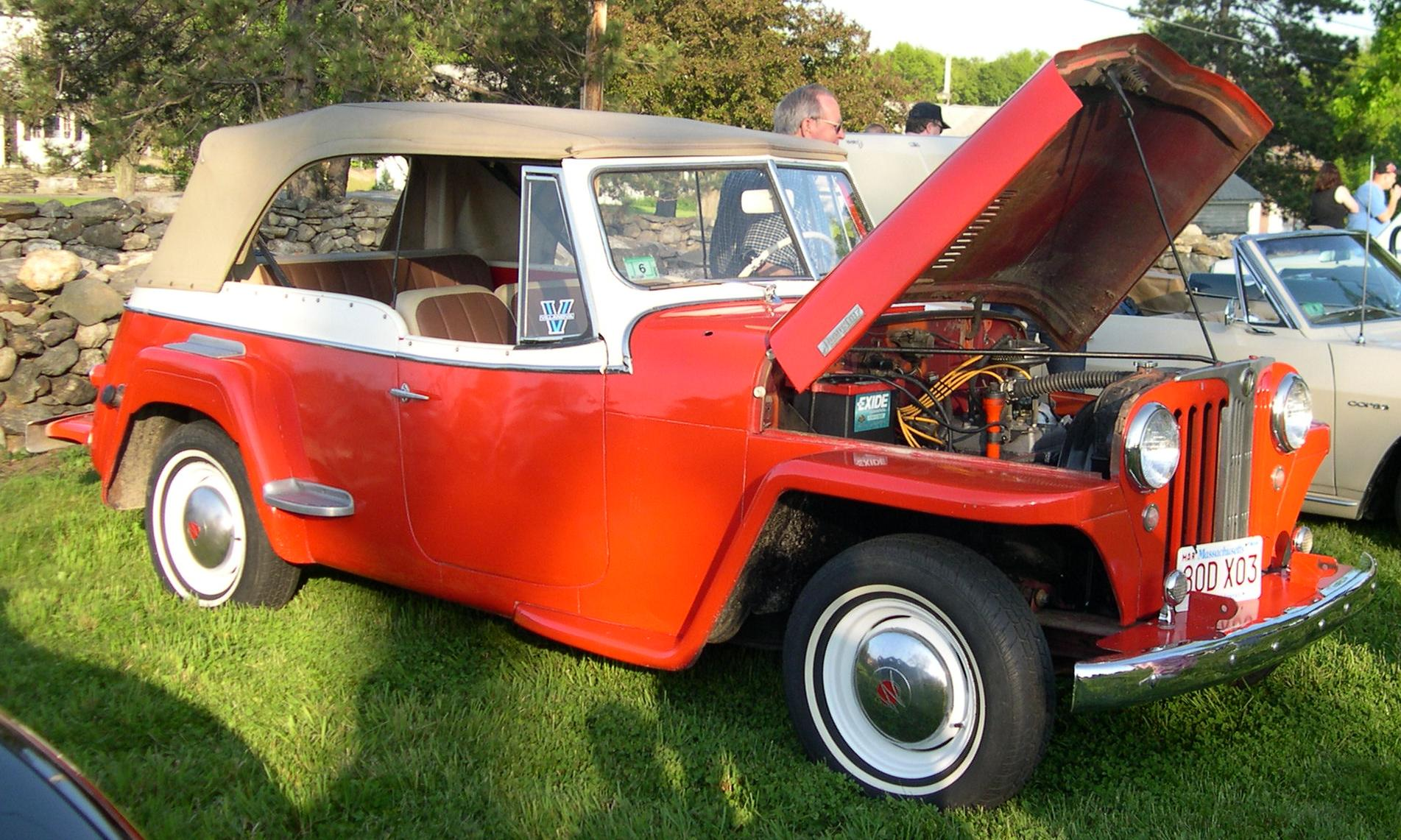
Willys Jeepster

La version de base du Jeepster de 1948 incluait de nombreuses caractéristiques de luxe et des aménagements intérieurs d'un haut niveau d'équipement en série qui étaient livrés uniquement en option sur les autres modèles. Il s'agit, entre autres, des pneumatiques à flancs blancs, des enjoliveurs avec anneaux lumineux, des pare-soleil, le volant de luxe, les déflecteurs, le verrouillage de la boîte à gants, l'allume-cigare, ainsi que la roue de secours avec sa housse de protection en tissu.
Sa capotte en toile avait des parties transparentes en plastique pour faire office de vitrage mais son prix, $1765 de l'époque, était le même que celui de la Ford Super DeLuxe cabriolet avec des portières traditionnelles et des vitres descendantes, sans compter sur son moteur V8, si cher aux américains.
Le Jeepster n'était disponible qu'avec une propulsion arrière, limitant notablement son attrait auprès des clients traditionnels de Jeep. Son style distinctif très carré et les performances ont été malgré tout salués par les journalistes automobiles. Cependant, le Jeepster n'a pas connu le succès espéré. Les ventes ont été également limitées en raison d'une campagne publicitaire clairsemée et d'un réseau de concessionnaires très insuffisant.
Le "VJ" Jeepster disposait d'un moteur 4 cylindres de 62 Ch/46 kW Willys Go-Devil L134, le même que celui utilisé pour les Jeep CJ avec la même boîte de vitesses manuelle à 3 rapports avec, en option, un overdrive mécanique et des freins à tambour. L'extrémité avant du véhicule couvrait la suspension à ressort à lames reprise de Jeep Willys Station Wagon. Les ailes arrière aplaties étaient les mêmes que celles du Jeep Truck, comme les ressorts à lames longitudinaux arrière.

## 1949
La production du Jeepster a commencé en 1949 selon la formule modèle unique / moteur unique. Le prix a été ramené à $1495 avec des accessoires en option alors qu'ils étaient en série avant. Vers le milieu de l'année, un modèle supplémentaire a été lancé, le VJ3-6, équipé avec un nouveau moteur six cylindres.

## 1950
Le VJ-3 Jeepster offrait très peu d'équipements en version de base. Il y avait maintenant le choix entre deux moteurs, le Jeepster VJ-3 4-63 pour la version avec le quatre cylindres et VJ-3 6-63 pour le six cylindres.
L'année modèle 1950 a vu les premières restylings de la carrosserie qui touchait essentiellement l'avant redessiné avec une calandre en forme de V et des chromes horizontaux ainsi qu'un nouveau tableau de bord. Les nouveaux moteurs et des appellations changent. Au début des années 1950, le Jeepster quatre cylindres devient le VJ-3 463, et le Jeepster six VJ-3 663. La dernière série des Jeepster, l'année suivante, sera appelée VJ-473 et VJ-673.

## Production
Globalement 19.132 exemplaires ont été produits pendant les trois années de commercialisation du modèle :
- 1948 - 10.326
- 1949 - 2.960
- 1950 - 5.836